# WebMacro
WebMacro — фреймворк предназначенный для разработки сервлетов. Фреймворк реализует шаблон проектирования Model-View-Controller, обеспечивая чистое разделение ответственностей, а именно WebMacro, обеспечивает чистое отделение исходного кода проекта от HTML-кода представления. 
WebMacro – распространяется как проект с открытым исходным кодом.
WebMacro первоначально создавался и разрабатывался Джастином Уэллсом из Semiotek Inc., в середине 2000 года проект был принят командой в SourceForge.
Кроме того, WebMacro, может использоваться для генерации произвольного текстового вывода на основе шаблона (один из способов такого использования является автоматизированная генерация кода).
Шаблонный язык очень похож на язык, используемый в Apache Velocity, а также имеется автоматизированный скрипт, выполняющий миграцию.

## Пример кода
Пример использования шаблона, и простого Java приложения.
Исходный текст шаблона с именем search.view
```
  
<
html
><
head
><
title
>
Search Results
</
title
></
head
>

  
<
body
>

  
<
h1
>
Here are the results for $query:
</
h1
>

  
<
table
>

  #foreach $result in $results {
    
<
tr
><
td
>
$result.Number
</
td
>

    
<
td
><
a
 
href
=
"$result.Link"
>
$result.Name
</
a
></
td
></
tr
>

  }
  
</
table
>

  
</
body
></
html
>

```

Символ «$» определяет, что за ним в шаблоне следует имя переменной.
Сокращенный пример Java-кода использующего WebMacro:
```
   
WebMacro
 
wm
 
=
 
new
 
WM
();
 
// вероятно, будет создан только однажды в Вашем сервлете

   
FastWriter
 
out
 
=
 
wm
.
getFastWriter
 
(
outStream
,
 
"UTF8"
);
 
// создаётся FastWriter с кодированием UTF8

   
Context
 
c
 
=
 
wm
.
getContext
();
  
// производится в каждом запросе

   
c
.
put
(
"query"
,
 
queryString
);
  
// помещает обычный Java объект, в данном случае строку

   
Result
[]
 
res
 
=
 
...;
           
// некоторые данные предназначенные для вывода: возможно результаты поиска.

   
c
.
put
(
"results"
,
 
res
);
        
// размещение объекта в контексте

   
Template
 
t
 
=
 
wm
.
getTemplate
(
"search.view"
);

   
t
.
write
(
out
,
 
c
);

   
out
.
flush
();

```